# 喬·甘迺迪三世
約瑟夫·帕特里克·甘迺迪三世（英語：Joseph Patrick Kennedy III；1980年10月4日—）是美國的一位律師和政治家，也是甘迺迪家族的一員，美国前司法部长罗伯特·弗朗西斯·肯尼迪之孙，联邦众议员约瑟夫·P·肯尼迪二世之子。曾任代表麻薩諸塞州第四國會選區的聯邦眾議員；2018年1月30日，甘迺迪代表民主黨回應唐納·川普總統的国情咨文。

## 政治生涯
2012年，他宣布參選麻薩諸塞州聯邦眾議員，並成功當選；自2013年開始，他是麻薩諸塞州第四選區的眾議員，其後歷經了四屆任期。
2020年，喬·甘迺迪沒有競選連任，他轉戰參議院在麻薩諸塞州選區的民主黨提名初選，挑戰時任參議員艾德·馬基但沒有成功。他的眾議員任期於2021年1月3日結束而離開了國會。
2022年至2024年，他擔任美國駐北愛爾蘭特使。